# Archäologische Sammlung der Universität Rostock
Die Archäologische Sammlung der Universität Rostock ist die archäologische Sammlung des Heinrich Schliemann-Instituts für Altertumswissenschaften an der Universität Rostock.

## Sammlungsgeschichte und Beschreibung
Die archäologische Sammlung der Universität Rostock ist vorrangig eine Lehrsammlung für die Studierenden, eingeschränkt aber auch öffentlich zugänglich.
Originalsammlung
Den Grundstock der Originalsammlung bilden Dubletten von Funden Heinrich Schliemanns aus Troja, die im späten 19. und frühen 20. Jahrhundert von den Berliner Museen an mehrere deutsche Universitäten verschenkt wurden. 1906 und 1910 erhielt die Universität Rostock zudem 80 ägyptische Altertümer aus den Grabungen in Abusir el-Melek und Eschmunen von der Deutschen Orient-Gesellschaft als Geschenk. Den systematischen Aufbau der Sammlung begann der damalige Ordinarius für Klassische Archäologie Rudolf Pagenstecher im Jahr 1918 durch den Erwerb von über 400 Objekten antiker Kleinkunst. Während der DDR-Zeit blieb die Sammlung vollständig magaziniert und wurde dabei teils nicht fachgerecht gelagert, was zu Schäden und Verlusten führte. Ab 1990 konnte eine Auswahl von Objekten im Kulturhistorischen Museum der Stadt Rostock gezeigt werden. Heute ist sie im Gebäude des Heinrich-Schliemann-Instituts in der Schwaanschen Straße in zwei Räumen untergebracht. 2009 wurde die Rostocker Sammlung durch die Dauerleihgabe des Bestandes der Antikensammlung der Universität Greifswald sehr erheblich erweitert, nachdem der Bereich Altertumswissenschaften an der Greifswalder Universität eingestellt worden war.
Die Originalsammlung enthält altägyptische, griechische und römische Artefakte, die zum Großteil der Kleinkunst zuzuordnen sind. Daneben gibt es einige großformatige Marmorwerke, darunter ein römischer Sarkophag mit der Darstellung des Adonis-Mythos aus dem 2. Jahrhundert n. Chr., ein römischer Riefelsarkophag, zwei römische Grabaltäre und ein Kaiserportrait sowie ein ägyptischer anthropomorpher Sarg aus Abusir el-Melek (25. Dynastie).
Abgusssammlung
Der zweite Teil der Sammlung besteht aus Gipsabgüssen antiker Kunstwerke, vor allem Skulpturen und Reliefs. Den ersten Gipsabguss, die sogenannte Helios-Metope aus Ilion, erhielt die Rostocker Universität 1873 von Heinrich Schliemann. In der Folge wurden weitere Abgüsse erworben und 1879/80 als Sammlung offiziell eröffnet, noch ehe die Professur für Klassische Archäologie eingerichtet wurde. Der erste Lehrstuhlinhaber Gustav Körte erweiterte die Sammlung, so dass die Sammlung um 1900 bereits etwa 150 Stücke umfasste. Eine wesentliche Erweiterung gelang durch die etwa 500 Stücke umfassenden Großherzoglich Mecklenburgische Sammlung, die 1919 in den Besitz der Universität überging; Teile davon gingen später verloren. Heute umfasst die Sammlung noch etwa 250 Stücke, durch Neuankäufe wird dieser Sammlungsteil erweitert. 
Seit Januar 2019 werden Teile der Abgusssammlung in der Jakobi-Passage in der Rostocker Innenstadt öffentlich ausgestellt.
Münzsammlung
Als dritter Teil gehört zur Sammlung das Münzkabinett, mit umfangreichen Beständen antiker griechischer und römischer sowie orientalischer und neuzeitlicher Münzen und Medaillen. Die Grundlage zur Münzsammlung der Universität Rostock wurde vom Orientalisten Oluf Gerhard Tychsen gelegt, der 1794 mit der Einrichtung eines Akademischen Münzkabinetts an der Hochschule beauftragt wurde. Zwischenzeitlich auf 28.000 Stücke angewachsen, besteht sie heute noch aus etwa 9000 Münzen, darunter bedeutende Stücke. Auf die digitalisierte Sammlung kann online zugegriffen werden.

## Leitung
Direktor der Sammlung ist in Personalunion der jeweilige Inhaber des Rostocker Lehrstuhls für Klassische Archäologie. Als Kurator fungiert derzeit Christian Russenberger.
Kuratoren
- 1993–2007: Lorenz Winkler-Horaček
- 2008–2017: Jutta Fischer
- seit Mai 2018: Christian Russenberger

## Sonderausstellungen
- 2007: Gesammelte Antiken in Mecklenburg und Vorpommern[4]
- 2009: Amor und Psyche. Eine Erzählung in zwölf Bildern[5]
- 2011: Die Spur folgt der Aura. Wolfgang Friedrich: Skulptur-Grafik[6]
- 2016/17: Echt Antik! Terrakotten für Salon und Museum aus der Kunsthandlung Fritz Gurlitt Berlin 1881–1886[7]